# Просвіт (Шадрінський район)
Просві́т (рос. Просвет) — присілок у складі Шадрінського району Курганської області, Росія. Входить до складу Краснозвєздинської сільської ради.
Населення — 262 особи (2010, 277 у 2002).
Національний склад станом на 2002 рік: росіяни — 94 %.